# Antonio Pasinato
Antonio Pasinato (Bolzano, 24 febbraio 1935) è un ex calciatore e allenatore di calcio italiano.

## Carriera

### Giocatore
Gioca nel ruolo di difensore centrale. Da giocatore disputa quasi tutta la carriera nel Lecco, di cui diventa una bandiera disputando tre campionati di Serie A (i soli disputati finora dai lombardi) e cinque di Serie B. Conclude la carriera con all'attivo 57 presenze in massima serie e una rete (nella sconfitta esterna contro il Torino nella stagione 1961-62). In quest'ultima stagione aveva disputato anche sei partite con il Milan nella Coppa dell'Amicizia.

### Allenatore
Da allenatore, al contrario che da calciatore, la sua carriera vede numerosi spostamenti: inizia nel 1970 con la Cavese, che guidò per due stagioni in Serie D, ottenendo due piazzamenti quasi simili, con un nono ed un decimo posto ma quello non fu il duo primo esordio: nel 1969 è stato allenatore-calciatore della Salernitana dal 6 settembre 1969 al 23 settembre 1969. Nel 1972 va all'Ignis Varese sempre in Serie D, dove arrivò ad un importante terzo posto che gli fa meritare il salto di categoria per la stagione successiva dove si ritrova alla guida della Casertana con cui arriva ottavo.
La stagione 1974-1975 vede Pasinato come tecnico del Lecco, ma la società che lo ha visto protagonista da calciatore gli dà la prima amarezza da tecnico dandogli il primo benservito della sua carriera. La stagione successiva è alla Nocerina che arriva nona per poi ritornare in Serie D alla Solbiatese anche se viene presto sollevato dall'incarico.
Nel 1977 ritrova la Serie C in uno sfortunato campionato con una Pro Vasto mai in campionato e di conseguenza retrocesso. Anche la stagione successiva di Serie C2 è amara e l'esperienza al Francavilla si protrae fino ad un nuovo esonero. Pasinato poi frequenta nel 1979 il Supercorso di Coverciano e dopo sette anni ritorna alla Casertana con cui ottiene una promozione in Serie C1.
Pasinato continua a prendersi delle riscosse e la stagione successiva con il Campobasso Calcio ottiene una promozione storica in Serie B grazie ad una grande rincorsa che frutta il secondo posto dietro all'Arezzo e, nello stesso anno, raggiunge la finale di Coppa Italia Serie C (persa ai supplementari). Resta in Molise anche fra i cadetti e Pasinato centra con i rossoblù un tredicesimo il primo anno, mentre nel secondo porta il Campobasso a lottare per la promozione, portandosi brevemente in testa per poi cedere nella parte finale di campionato chiudendo al settimo posto. Dopo la stagione 1983-84, Pasinato si rimette in discussione e scende nuovamente in Serie C1 alla guida dell'ambizioso Brescia ottenendo una doppia promozione prima in Serie B e l'anno successivo in serie A, non guiderà le rondinelle nella massima serie per contrasti con la dirigenza venendo sostituito da Bruno Giorgi.
Nella stagione 1988-89 è alla guida della Salernitana (sempre in Serie C1), che ha messo in piedi una squadra competitiva e che ha come "gioiello" l'ex-romanista e milanista Agostino Di Bartolomei: ma con quest'ultimo i rapporti sono fin dal principio conflittuali, e Pasinato giungerà addirittura a metterlo fuori rosa, causando il crollo della squadra in zona-pericolo e una violenta contestazione dei tifosi, che porteranno all'esonero del tecnico dopo una bruciante sconfitta casalinga col Cagliari. Nel 1990-91 guida il Vicenza in Serie C1 per poche giornate al termine del campionato. Attualmente risiede a Oggiono, in provincia di Lecco.

## Palmarès

### Giocatore

#### Competizioni nazionali
- Campionato italiano: 1

Milan: 1961-1962

### Allenatore

#### Competizioni nazionali
- Serie C1: 1

Brescia: 1984-1985
- Serie C2: 1

Casertana: 1980-1981